# الرمسه (مأرب)
الرمسه هي إحدى قرى الجمهورية اليمنية. وهي تتبع جغرافيًا لمحافظة مأرب. وإداريًا لمديرية مأرب. يبلغ تعداد سكانها 1032 نسمة حسب الإحصاء الذي أجري عام 2004.